# Debre Libanos (Eritrea)
El Debre Libanos  es el monasterio cristiano más antiguo del país africano de Eritrea. Fue fundada por Abba Meta en el siglo sexto. Se conoce una copia de una concesión de la tierra de Gabra Masqal al monasterio, y sobrevive el registro de una subvención después del Emperador Lalibela a Debre Libanos.
Su biblioteca cuenta con una serie de manuscritos, algunos escritos ya en el siglo XIII.